# Börsen-Hotel (Berlin)

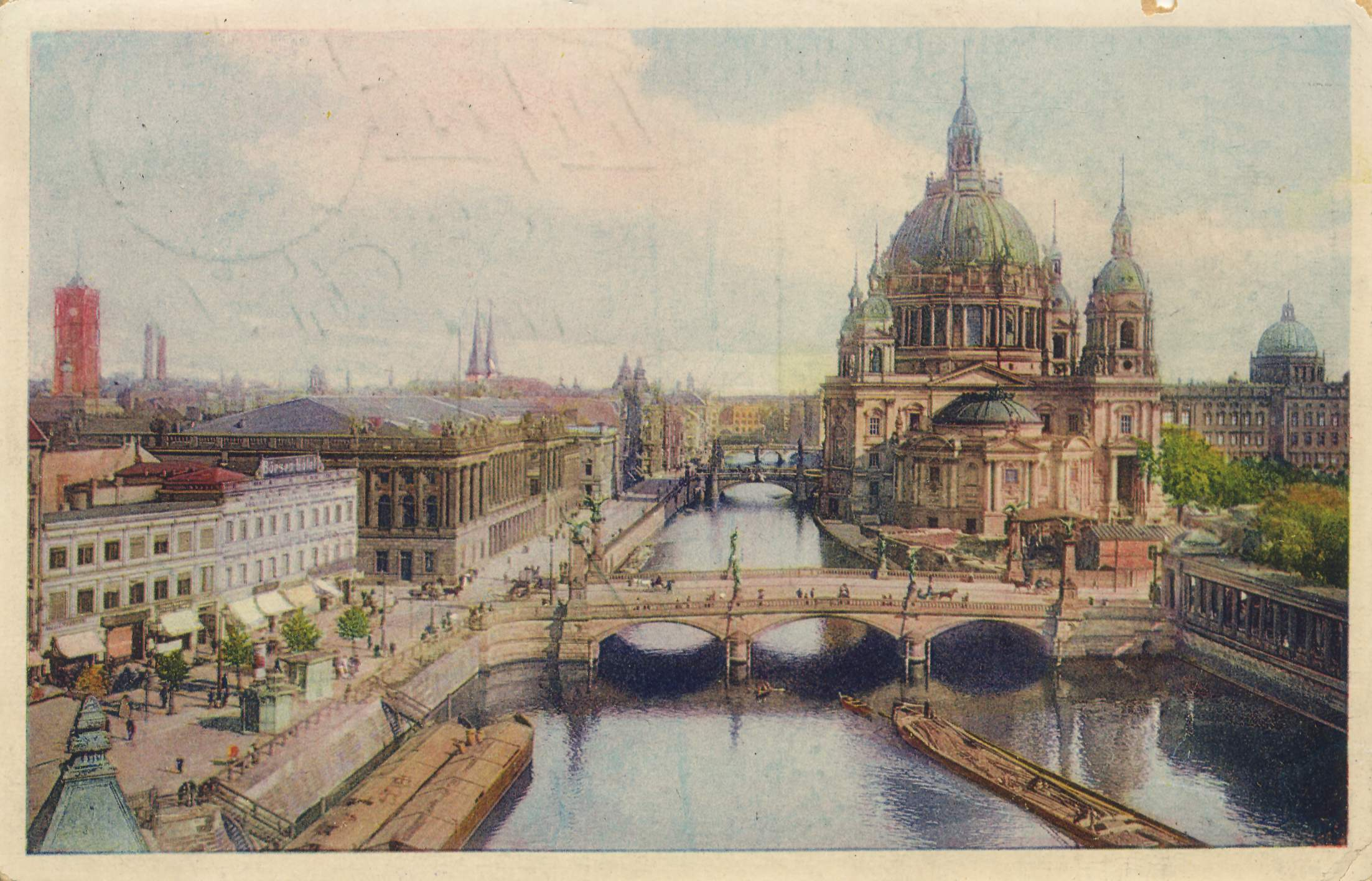
Das Berliner Börsen-Hotel (links) lag neben der Berliner Börse (Mitte links) auf der östlichen Seite der Friedrichsbrücke und bot seinen Gästen einen Blick auf den Berliner Dom (Mitte rechts) und die Museumsinsel (rechts). Ansicht nach einer alten Postkarte von 1907.

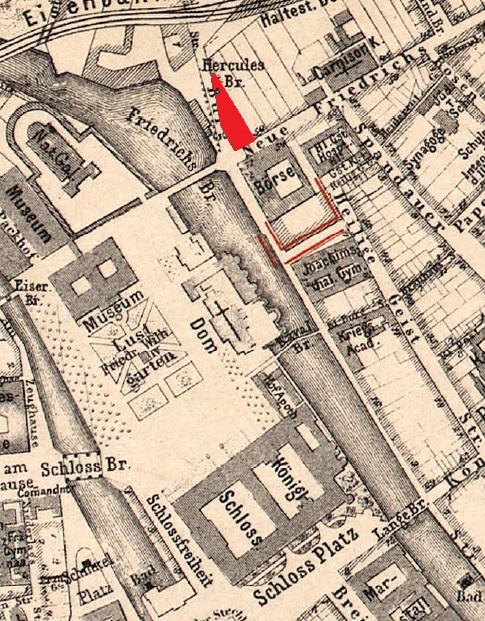
Das Börsen-Hotel lag am unteren Ende der Berliner Burgstraße neben der Berliner Börse. Ausschnitt aus dem Berlin-Plan von Sineck, 1882.

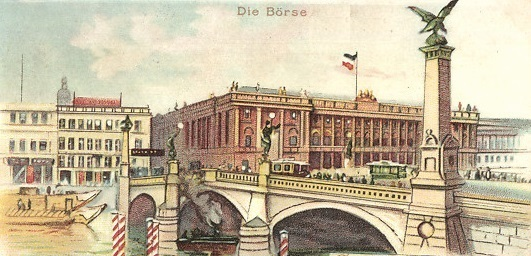
Blick auf das Börsen-Hotel (links) und die Berliner Börse (rechts) von der Museumsinsel aus. Ausschnitt aus einer alten Postkarte, um 1900.

Das Börsen-Hotel war in der wilhelminischen Epoche ein bekanntes Hotel in der deutschen Reichshauptstadt Berlin, das von 1874 bis 1912 bestand. Es lag am unteren Abschnitt der Burgstraße im Gebäude Nr. 27/27a direkt benachbart der 1859–1863 an der Burgstraße neu erbauten Berliner Börse, unmittelbar an der Spree, mit Blick auf den Berliner Dom und die Museumsinsel.

## Die Burgstraße: Standort mehrerer Hotels
Die Burgstraße verlief einst am rechten Ufer der Spree von der Mühlendammbrücke bis zum Stadtbahnbogen. Sie lag am Rand des Berliner Altstadtviertels, einem belebten Geschäftszentrum, direkt gegenüber der Spreeseite des Berliner Stadtschlosses. In der Burgstraße befanden sich in der zweiten Hälfte des 19. Jahrhunderts mehrere Berliner Hotels, die von der zugleich touristisch und für geschäftliche Zwecke reizvollen Lage profitierten: Böttcher‘s Hotel (Nr. 11), Cassel’s Hotel (Nr. 13, ab 1891 Nr. 16), das Hotel König von Portugal (1869: Burgstraße Nr. 12), Netzler's Hotel (1912: Nr. 15), das Hotel de Saxe (1869: Burgstraße Nr. 20) und das Börsen-Hotel (Nr. 27/27a).

## Entstehung des Börsen-Hotels
1874 wurde das der Berliner Börse (über die dazwischen verlaufende Neue Friedrichstraße hinweg) benachbarte Haus Burgstraße 27/27a umgebaut, um Platz für ein Restaurant und einen Hotelbetrieb zu schaffen. Als Hotel siedelte sich dort zunächst das Hotel garni Wagner an, das wegen der Nähe zur Berliner Börse auch „Börsen-Hotel“ genannt wurde und sich später auch mit diesem prägnanten und werbewirksamen Namen selbst bezeichnete. In der Anfangszeit wurden Restaurant und Hotel zunächst von verschiedenen Betreibern geleitet, später kam die Leitung beider Betriebe in eine Hand. Die Eigentümer des Gebäudes wechselten im Laufe der Jahre mehrfach.
Das Hotel profitierte – wie auch schon sein Name andeutet – vor allem von der nahe gelegenen Börse und ihren auswärtigen Besuchern, bot aber durch seine Nähe zum Lustgarten und zur Museumsinsel auch anderen Gästen einen reizvollen Standort. Der Berlin-Führer von Baedeker von 1887 erwähnt das Hotel unter den empfehlenswerten Altstadthotels.

## Umbau und Ende
1911 wurde das Hotelgebäude von seinen Eigentümern (damals: die Oppenfeldsche Familienstiftung) erneut umgebaut und vergrößert. (Das Haus wurde jetzt mit der Nummer 26 bezeichnet.) Das Börsen-Hotel musste wegen der Umbauarbeiten mehrere Monate in ein anderes Quartier ausweichen, ist aber im Jahr 1912 wiederum unter seiner alten Adresse zu finden. Wahrscheinlich hat aber der Umbau die wirtschaftlichen Grundlagen des Hotels reduziert, denn 1913 wird das Börsen-Hotel nicht mehr in der Berliner Hotelliste geführt.

## Heutige Nutzung des Standorts
Heute befindet sich in dem Gebäude, in dem das Börsen-Hotel 1912 zuletzt Gäste empfing, an der Ecke der Anna-Louisa-Karsch-Straße (früher: Neue Friedrichstraße) und der (nach dem Zweiten Weltkrieg verkürzten) Burgstraße die Theologische Fakultät der Berliner Humboldt-Universität.